# جوردون جاكسون
جوردون جاكسون (بالإنجليزية: Gordon Jackson)‏ (و. 1923 – 1990 م) هو ممثل، من المملكة المتحدة، ولد في غلاسكو، توفي في لندن، عن عمر يناهز 67 عاماً بسبب سرطان العظام.

## جوائز
حصل على جوائز منها:
- نيشان الامبراطورية البريطانية من رتبة ضابط
- جائزة إيمي.

## وصلات خارجية
- جوردون جاكسون على موقع IMDb (الإنجليزية)
- جوردون جاكسون على موقع روتن توميتوز (الإنجليزية)
- جوردون جاكسون على موقع مونزينجر (الألمانية)
- جوردون جاكسون على موقع ألو سيني (الفرنسية)
- جوردون جاكسون على موقع ميوزك برينز (الإنجليزية)
- جوردون جاكسون على موقع تيرنر كلاسيك موفيز (الإنجليزية)
- جوردون جاكسون على موقع أول موفي (الإنجليزية)
- جوردون جاكسون على موقع قاعدة بيانات برودواي على الإنترنت (الإنجليزية)
- جوردون جاكسون على موقع قاعدة بيانات الأفلام السويدية (السويدية)
- جوردون جاكسون على موقع إن إن دي بي (الإنجليزية)